# Zlatari (Foča, BiH)
Zlatari su naseljeno mjesto u općini Foči, Republika Srpska, BiH. 
1952. pripojeni su Prevraču (Sl.list NRBiH, br.11/52).
Nalaze se desno od rijeke Drine. U susjedstvu su Ostrmci, Dragoljevići, Brusna, Orahovo i Prevrać.